# Rise (album de The Answer)
Pour les articles homonymes, voir Rise.
 (décembre 2023).
Si vous disposez d'ouvrages ou d'articles de référence ou si vous connaissez des sites web de qualité traitant du thème abordé ici, merci de compléter l'article en donnant les références utiles à sa vérifiabilité et en les liant à la section « Notes et références ».
Rise est le premier album studio du groupe irlandais de hard rock The Answer.

## Titres
1. Under the Sky - 4:09
2. Never Too Late - 3:56
3. Come Follow Me - 4:10
4. Be What You Want - 3:45
5. Memphis Water - 6:08
6. No Questions Asked - 3:27
7. Into the Gutter - 4:03
8. Sometimes Your Love - 4:13
9. Leavin' Today - 2:59
10. Preachin' - 5:57
11. Always - 5:12